# Guy Dussaud
Pour les articles homonymes, voir Dussaud.
Guy Dussaud, né le 8 décembre 1955 à Nîmes, est un footballeur professionnel français évoluant au poste de milieu droit.

## Biographie
Guy Dussaud joue au Nîmes Olympique, à Grenoble et enfin à Martigues.
Il dispute 108 matchs en Division 1 et 102 matchs en Division 2.